# Польське питання

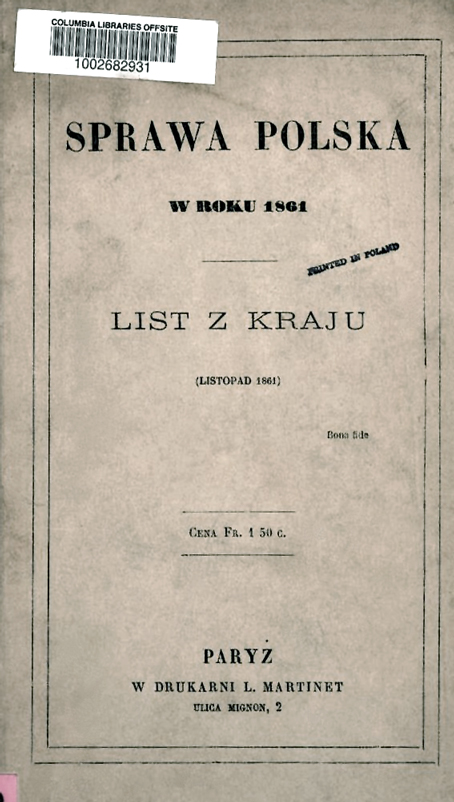
Обкладинка книжки «Sprawa polska w roku 1861. List z kraju (Listopad 1861)», українською: Польське питання в 1861 році. Лист з отчого краю (листопад 1861), виданої польською мовою у паризькому видавництві «L. Martinet»

Польське питання (пол. kwestia polska, або sprawa polska) — термін у міжнародній політиці на позначення питання існування Польщі як незалежної держави.
Порушене невдовзі після поділів Польщі наприкінці XVIII сторіччя, воно стало питанням, актуальним для європейської та американської дипломатії протягом ХІХ і частково ХХ століть. Історик Норман Дейвіс зауважує, що польське питання є тим об'єктивом, через який більшість історій Європи розглядає історію Польщі, бувши однією з найпоширеніших тем європейської політики протягом майже двох століть. Польське питання було головною темою на всіх найзначніших європейських мирних конференціях: на Віденському конгресі 1815 р., на Версальській конференції 1919 р. і на Ялтинській та Потсдамській конференціях у 1945 р. Як пише Пйотр Вандич, «що полякам було польською справою, зовнішньому світові було польським питанням».

## Історія
Після трьох поділів Польщі наприкінці XVIII ст. Річ Посполита припинила своє існування, ставши розділеною між Австрійською імперією, Прусським королівством і Російською імперією. Стирання Польщі з карти Європи стало ключем до збереження європейського балансу сил упродовж наступного століття. Поняття «польське питання» увійшло у вжиток незабаром після того, як деякі великі держави виявили зацікавлення у порушенні цього статус-кво, надіючись одержати вигоду з відтворення польської держави, починаючи від Франції за Наполеона Бонапарта, який убачав у поляках корисних новобранців у його війнах із державами-окупантами Польщі. Про «польське питання» заговорили знову після невдалого листопадового повстання 1831 р., під час «Весни народів» у 1848–49 рр., після безуспішного Січневого повстання 1863 р., коли поляки та литовці повстали проти Російської імперії, намагаючись відновити незалежність своїх країн. У добу злету націоналізму питання про те, чи слід відновлювати незалежну Польщу, а також про те, що значить бути поляком, набувало все більшого розголосу. У подальші десятиріччя цей термін став менш уживаним, оскільки на польських землях не відбувалося нових великих повстань, які б привернули увагу світової громадськості. Питання додатково згладжувалося тим фактом, що три причетні до поділів держави були вірними союзниками протягом понад століття (див. Союз трьох імператорів), а їхня дипломатія повсякчас успішно заглушувала цю проблему, аби жодне серйозне її розв'язання не побачило світ. Із трьох замішаних у поділах держав для Пруссії польське питання було одним із основоположних, позаяк вона своїм існуванням завдячувала розгрому польської держави.
Польське питання виринуло з небуття під час Першої світової війни, коли держави, що свого часу розділили Польщу, воювали одна з одною, що спонукало їх до спроб загравання з відповідними власними громадянами польської національності. У своєму меморандумі від 20 січня 1914 р. міністр закордонних справ Росії Сазонов запропонував відновити автономне Царство Польське, де б використовувалася польська мова у школах і місцевому врядуванні та до якого б доточили після війни Східну Сілезію, Західну Галичину та Східну Познанщину, а 16 серпня 1914 р. він переконав царя, що Росія повинна домагатися реінтеграції єдиної польської держави як однієї зі своїх цілей війни.
1916 року Німеччина Актом від 5 листопада публічно пообіцяла створити Регентське королівство Польща, при цьому таємно плануючи анексувати до 35 000 км2 його території, етнічно очистивши її від 3 млн поляків і євреїв, щоб звільнити місце для німецьких поселенців після війни. Це змусило парламент Франції зауважити, що той маніфест «надав польському питанню міжнародного характеру». Росія запротестувала проти цього кроку, оскільки вона розглядала свою власну польську державу-обрубок Конгресове королівство (або Привіслянський край) як єдину «справжню Польщу». Однак незабаром росіяни пішли шляхом Німеччини і пообіцяли полякам збільшити автономію. Ця пропозиція згадувалася у США у промові «Мир без перемоги» Вудро Вільсона 1917 року. Польське питання було тимчасово розв'язано шляхом відновлення незалежності Польщі після Першої світової війни.
За часів Другої світової війни термін знову набув актуальності, оскільки після вторгнення Німеччини у Польщу майбутнє окупованої Польщі знову стало предметом дискусій між великими державами того часу, а саме Великою Британією, США та СРСР.
Термін також використовувався пізніше у ХХ ст., у 1980-х роках, у добу Солідарності, коли діячі опозиції намагалися вивільнити Польську Народну Республіку з-під диктату радянського блоку.